# Chiesa della Trinità (Antartide)
La chiesa della Trinità (in russo Церковь Святой Троицы?) è una piccola chiesa ortodossa russa situata sull'Isola di re Giorgio nei pressi della stazione russa Bellingshausen in Antartide. È la chiesa ortodossa più meridionale del mondo.

## Descrizione

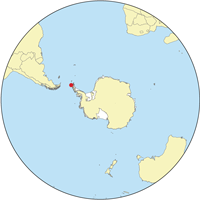
Posizione dell'Isola di re Giorgio

Isola di re Giorgio

L'ambizioso progetto di erigere una chiesa permanente o un monastero sulla superficie antartica nacque negli anni novanta. Un'opera pia chiamata "Temple for Antarctica" (Храм - Антарктиде) fu approvata dal patriarca Alessio II e ricevette donazioni da tutta la Russia. Fu organizzato un appalto per il progetto che fu vinto dagli architetti di Barnaul P.I. Anisifirov, S.G. Rybak e A.B. Schmidt.
La chiesa ha una struttura in legno alta 15 metri in stile tradizionale russo. Può ospitare fino a 30 fedeli. La struttura fu costruita con legno di pino siberiano dai carpentieri dell'Altaj guidati da K.V. Khromov, smantellata, trasportata via camion fino a Kaliningrad e spedita sull'Isola di Re Giorgio sulla nave russa Academician Vavilov. Fu riassemblata sulla costa dal personale della base di Bellingshausen, sotto la supervisione generale del trentenne padre Kallistrat (Romanenko), che ne divenne il primo sacerdote. Kallistrat, ieromonaco del monastero della Trinità di San Sergio, aveva in precedenza servito presso lo skita di Lavra sull'isola di Anzer nell'arcipelago subartico delle isole Soloveckie.
L'iconostasi della chiesa fu creata dai pittori di Palech. Le campane furono commissionate dai discendenti di Sergej Ivanovič Murav'ëv-Apostol.
La chiesa fu consacrata il 15 febbraio 2004 dal teognosta (in russo Феогност?) vescovo di Sergiev Posad e dal Namestnik (abate) del monastero della Trinità di San Sergio, il quale in questa occasione visitò l'Antartide con numerosi altri chierici, pellegrini e sponsor.
La chiesa viene gestita nel corso dell'anno da uno o due sacerdoti ortodossi, ieromonaci del monastero della Trinità di San Sergio offertisi volontari per il servizio in Antartide. Come il personale di molte basi simili, i sacerdoti vengono ruotati annualmente dal monastero. Molti di loro, tra cui padre Kallistrat, hanno scelto di tornare sull'isola di Re Giorgio dopo uno o due anni sulla terraferma.
Tra i compiti dei monaci c'è la preghiera per le anime dei 64 russi morti nelle spedizioni antartiche e l'aiuto spirituale al personale della stazione di Bellingshausen e di altre stazioni vicine. La chiesa viene spesso visitata dai ricercatori polari russi e dai vicini colleghi cileni, polacchi, coreani e dai turisti. Per venire incontro ai visitatori latino americani, alcune funzioni vengono tenute in spagnolo.
Saltuariamente il sacerdote battezza i neo convertiti al Cristianesimo nei mari antartici. Il 29 gennaio 2007 il sacerdote della chiesa celebrò quello che probabilmente fu il primo matrimonio religioso in Antartide. Il marito, Eduardo Aliaga Ilabaca, faceva parte del personale della base cilena, e si era convertito alla Chiesa ortodossa poco dopo l'apertura della chiesa della Trinità. La moglie, Angelina Zhuldybina, è russa.
Quando non sono occupati nella gestione della chiesa, i sacerdoti danno una mano nel normale lavoro della stazione di Bellingshausen.

## Galleria d'immagini

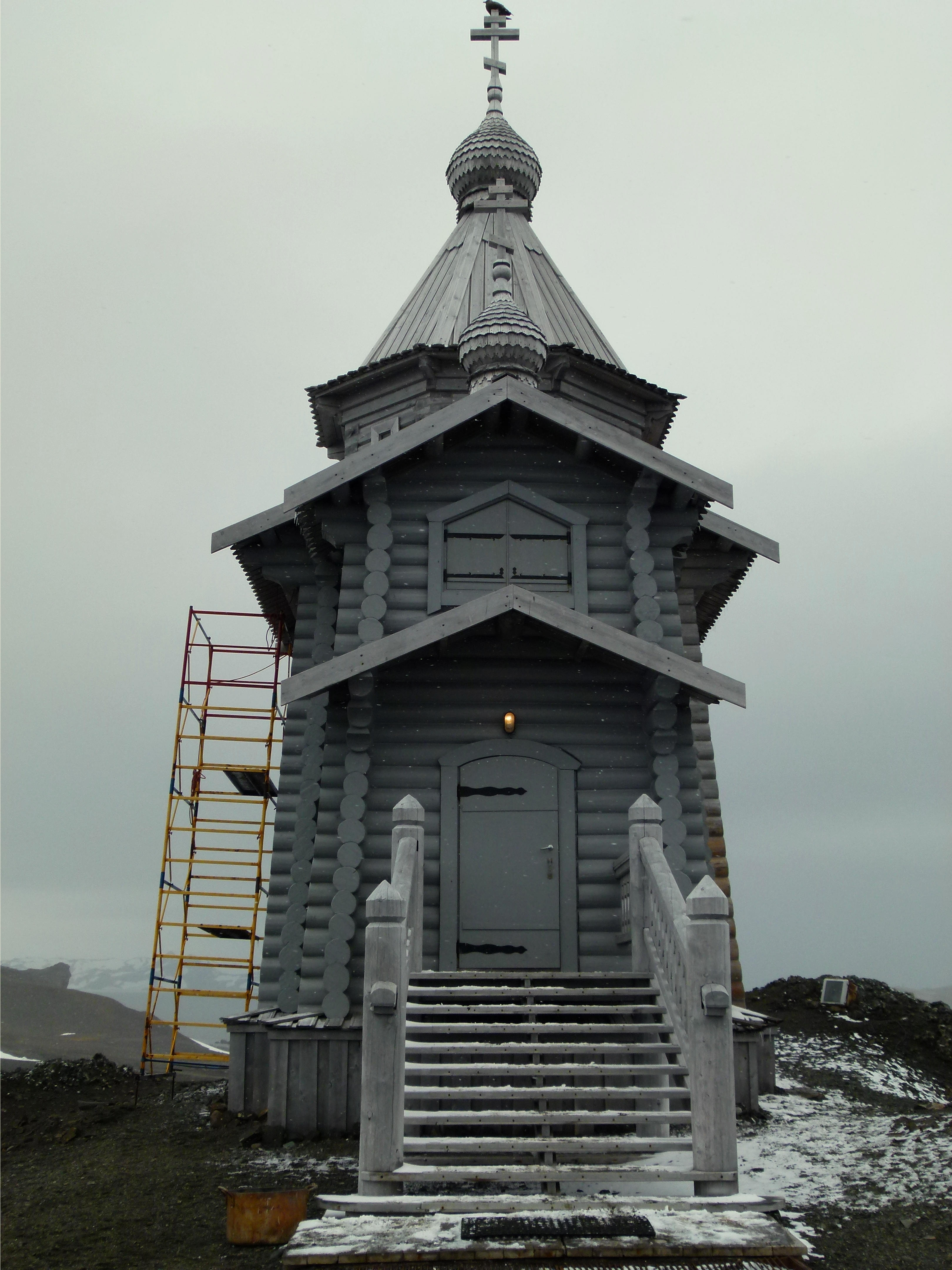
Esterno della chiesa
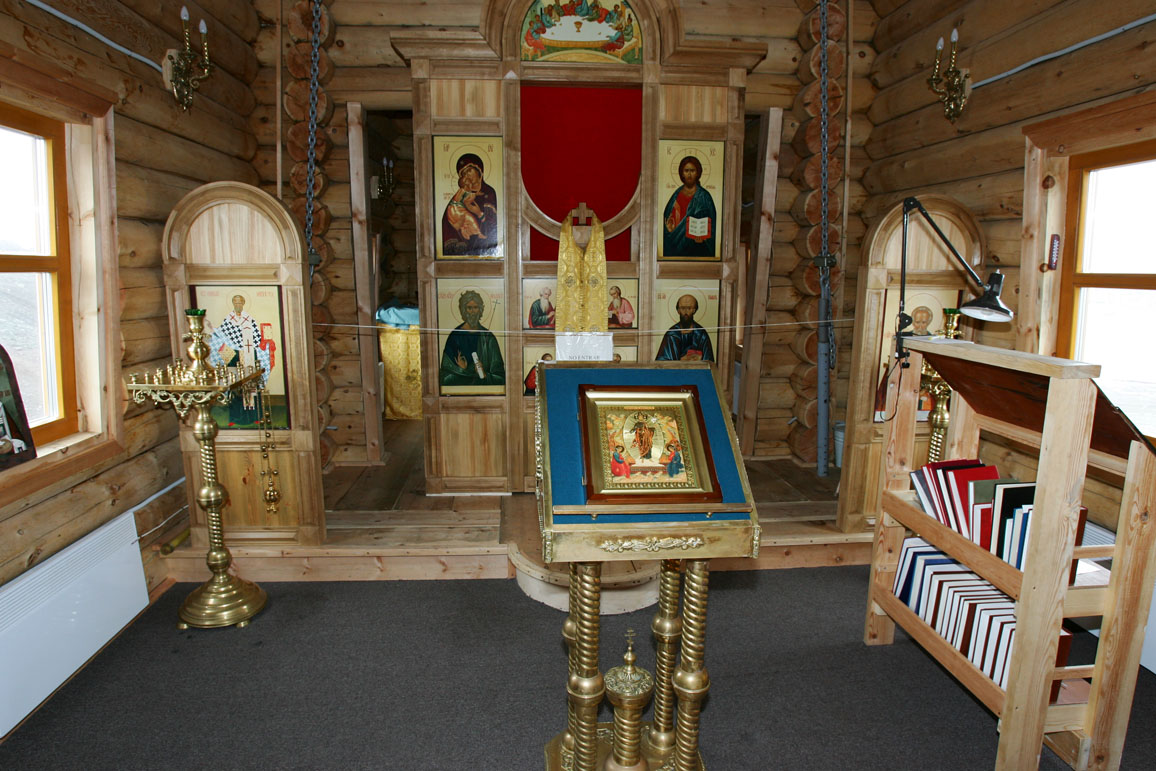
Interno della chiesa
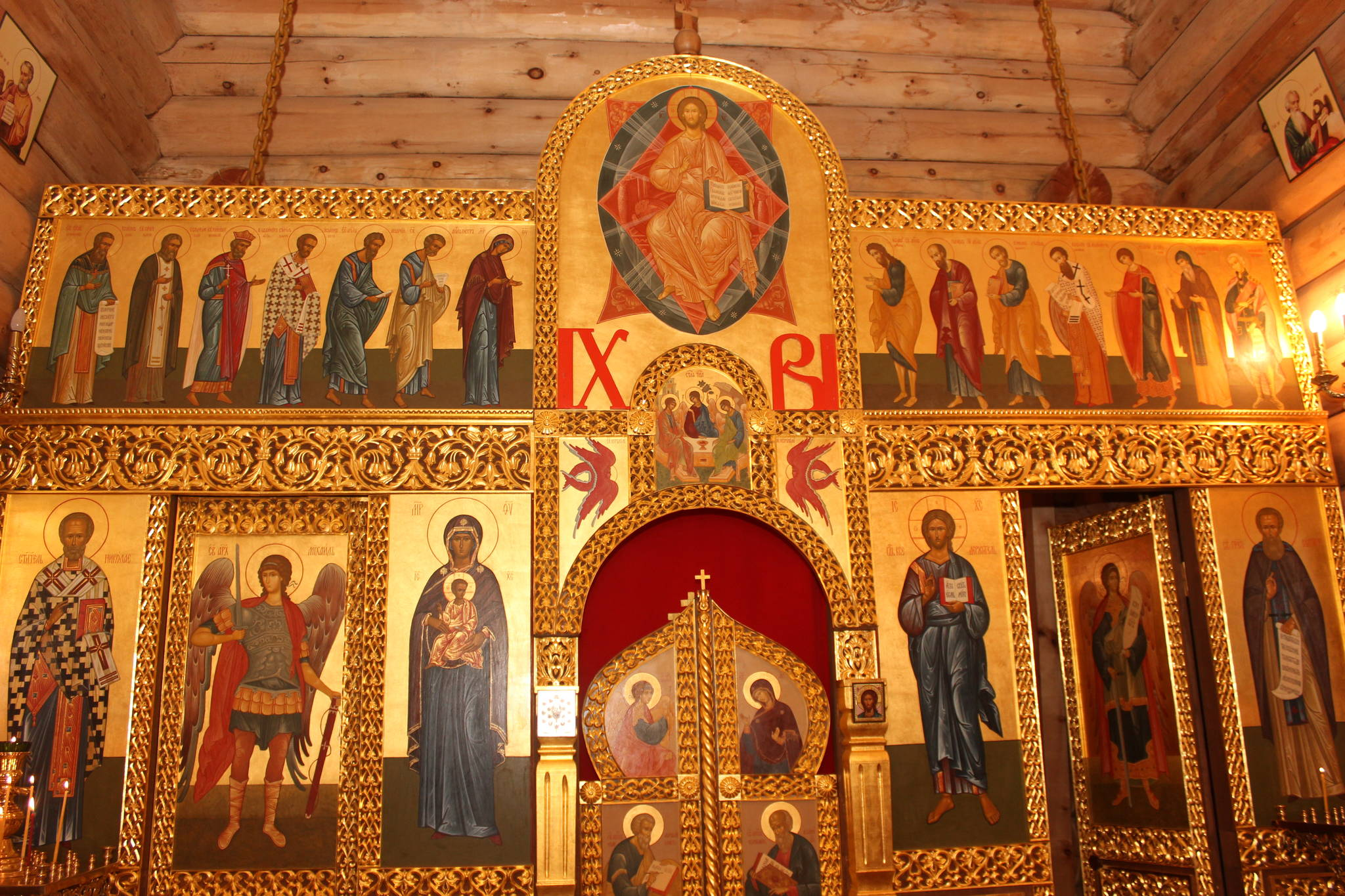
Interno della chiesa
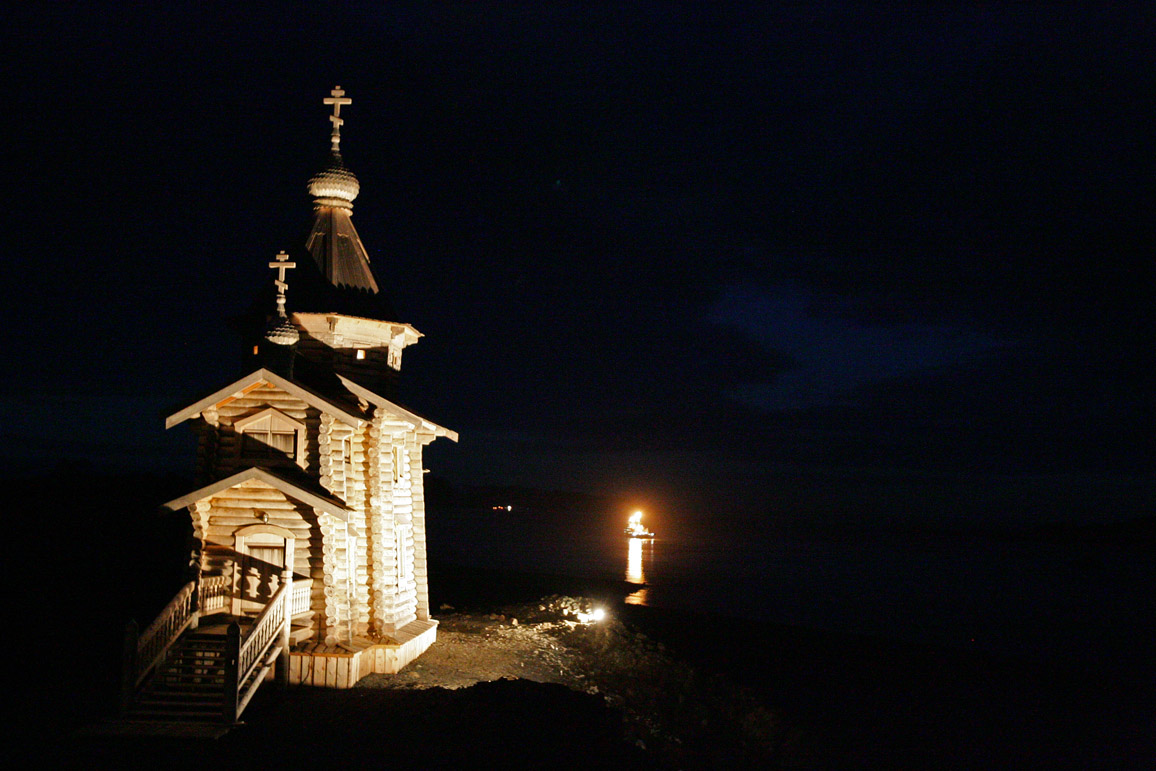
La chiesa di notte